# Заложники (фильм, 2000)
«Заложники» (англ. Held For Ransom) — американский триллер 2000 года, выпущенный сразу на DVD.

## Сюжет
Штат Флорида. Джей-Ди, его жена Рита и сообщник Джон убивают водителя школьного автобуса и похищают пятерых старшеклассников, находящихся в нём. В качестве выкупа похитители требуют $250 тысяч за человека. Ребят держат в заложниках в небольшом доме, расположенном прямо посреди флоридских болот, кишащих аллигаторами. Ребята должны объединиться, чтобы противостоять вспыльчивому характеру Джей-Ди и его напарников. Однако им ещё предстоит узнать, какие тёмные секреты хранят их семьи, и не всем суждено дожить до финала этой истории.

## Критика
По оценке Rotten Tomatoes, фильм получил 23% рейтинга из 100. По оценке пользователей, фильм "посредственный" и "предсказуемый".

## В ролях
- Деннис Хоппер — Джей-Ди
- Закхари Тай Брайан — Глен Киртленд
- Кэм Хескин — Джесси М.
- Цанина Джольсон — Марианна
- Джордан Брауэр — Брюс Киртленд
- Ренди Спеллинг — Декстер
- Пол Диллон — Джон
- Морган Фэйрчайлд — миссис Киртелнд
- Джоан Ван Арк — Нэнси Донован
- Джон Гетц — мистер Киртленд
- Тимоти Боттомс — Фред Донован
- Деби Мазар — Рита
- Шелли Бёрч — миссис МакКормик
- Тайлер Кан — Ренди Донован
- Кит МакКешни — детектив Ван Боммель
- Роберт Нобл — мистер Годфри

## Слоганы
- «Они либо заплатят, либо умрут» (англ. They pay or they die).
- «5 школьников, 4 дня, 3 похитителя, 2 миллиона, 1 шанс» (англ. 5 students, 4 days, 3 kidnappers, 2 millions, 1 opportunity).

## Создание
Картина снята по роману Лойс Данкан, автора романа «Я знаю, что вы сделали прошлым летом», по мотивам которого был снят одноимённый фильма 1997 года. Съёмки картины проходили в 1999 году в течение 3 недель в городах Эверглейдс, Лейквью, Уиндмир, Орландо, а также на студии MGM в Орландо и её окрестностях в штате Майами. Кроме того, некоторые сцены снимались в штате Флорида.